# (181708) 1993 FW
(181708) 1993 FW là một vật thể ngoài Sao Hải Vương thứ hai được phát hiện sau Sao Diêm Vương  và Charon. Nó được phát hiện vào năm 1993 bởi David C. Jewitt và Jane Lưu tại Đài quan sát Mauna Kea, Hawaii. Sau khi được phát hiện, nó được các nhà khoa học gọi là "Karla". Mike Brown liệt kê nó là một hành tinh lùn trên trang web của ông.